# Hồi giáo tại Bangladesh
Bangladesh là một quốc gia đa số Hồi giáo và Hồi giáo là quốc giáo của Cộng hòa Nhân dân Bangladesh. Dân số Hồi giáo là khoảng 152 triệu người, chiếm 90% tổng dân số tính đến năm 2011 và làm cho Bangladesh trở thành lớn thứ ba quốc gia đa số Hồi giáo trên thế giới sau Indonesia và Pakistan. Phần lớn là người Sunni, thuộc trường Hanafi, trong khi một nhóm thiếu số nhỏ như vậy là người Shia.
Phần lớn người Bangladesh tuân theo Hanafi luật học Hồi giáo, nhưng cũng có một số lượng ngày càng tăng của Ahl al-Hadith. Tôn giáo luôn là một phần mạnh mẽ của bản sắc Bangladesh, nhưng bản sắc cụ thể đã thay đổi vào các thời điểm khác nhau. Bangladesh mặc dù một quốc gia đang phát triển là một trong số ít các quốc gia đa số Hồi giáo thế tục trên thế giới.
Hồi giáo được du nhập đến Bengal trong ít nhất thế kỷ thứ 7-8 bởi các nhà truyền giáo và thương nhân Ả Rập và Ba Tư. Sau các cuộc chinh phạt của Muhammad bin Bakhtiyar Khalji và thành lập Vương quốc Hồi giáo, các nhà truyền giáo Hồi giáo Ấn Độ đã đạt được thành công lớn nhất về thành công dawah và số người chuyển đổi sang Hồi giáo ở Bengal. Shah Jalal được cho là đã truyền bá đạo Hồi ở vùng đông bắc Bengal và Assam trong thời gian đầu của thế kỷ 14.
Vương quốc Hồi giáo, một quốc gia thương mại lớn trên thế giới, được thành lập bởi Shamsuddin Ilyas Shah sau khi độc lập khỏi riều đại Tughlaq. Sau đó, Bengal bị chinh phục bởi Babur, người sáng lập một trong đế chế thuốc súng, nhưng cũng bị [Đế quốc Suri] chiếm đóng trong một thời gian ngắn. Akbar Đại đế thuyết giảng về sự đồng bộ Din-i Ilahi, được mô tả là báng bổ bởi Qadi của Bengal, gây ra những tranh cãi lớn ở Nam Á .
Trong thế kỷ 17, dưới thời hoàng đế Mughal sự cai trị dựa trên sharia Hồi giáo Aurangzeb, Bengal Subah, cũng gọi là Thiên đường của các quốc gia, chiếm hơn 12% GDP toàn cầu và là một trong những cường quốc chế tạo hàng đầu thế giới, từ đó Công ty Đông Ấn Hà Lan thu lợi lớn. Các khái niệm về kinh tế Hồi giáo được tìm thấy trong Fatawa-e-Alamgiri đã đóng góp trực tiếp đáng kể cho nền kinh tế của Bengal, và Công nghiệp hóa nguyên sinh đã được báo hiệu.
- Sách: Islam
- Sách: Quran
- Sách: Hadith
- Sách: Sahabah
- Sách: Angels in Islam

- Sách: Islamic Mythology
- Sách: The Supernatural in Islam